# Xã Smoky Hill, Quận Saline, Kansas
Xã Smoky Hill (tiếng Anh: Smoky Hill Township) là một xã thuộc quận Saline, tiểu bang Kansas, Hoa Kỳ. Năm 2010, dân số của xã này là 273 người.